# Romanschulzia meyeri
Romanschulzia meyeri är en korsblommig växtart som beskrevs av Reed Clark Rollins. Romanschulzia meyeri ingår i släktet Romanschulzia och familjen korsblommiga växter. Inga underarter finns listade i Catalogue of Life.